# Stypommisa aripuana
Stypommisa aripuana är en tvåvingeart som beskrevs av David Fairchild och Wilkerson 1986. Stypommisa aripuana ingår i släktet Stypommisa och familjen bromsar. Inga underarter finns listade i Catalogue of Life.